# Campionats Panamericans de ciclisme en ruta
Els Campionats Panamericans de ciclisme en ruta són els campionats continentals d'Amèrica de ciclisme en ruta. Consten de diferents proves tant en categoria masculina com femenina. La Confederació Panamericana de ciclisme és l'encarregada de la seva organització. Es porten disputant des del 1974, encara que no és fins al 1997 que es disputa de manera regular. Formen part del calendari de l'UCI Amèrica Tour.

## Palmarès masculí

### Ruta
| Any  | Campió                   | 2n                       | 3r                        |
| 1974 | Luis Hernán Díaz         | Fabio Acevedo            | Gonzalo Marín             |
| 1976 | Rosendo Ramos            | Luis Carlos Manrique     | Hernán Donneys            |
| 1978 | Rodolfo Vitela           | Gonzalo Marín            | Rosendo Ramos             |
| 1980 | Eduardo Trillini         | Manuel Aravena           | Carlos Adolfo Mesa        |
| 1981 | Manuel Aravena           | Olinto Silva             | Sergio Aliste             |
| 1982 | Jair Braga               | Roberto Muñoz            | Justo Galavís             |
| 1984 | Rafael Tolosa            | Fabio Parra              | Julio Alberto Rubiano     |
| 1986 |                          |                          |                           |
| 1988 | Juan Carlos Arias        | Álvaro Mejía             | Leonardo Sierra           |
| 1990 | José Robles              | Ruber Marín              | Alexander Ernst           |
| 1992 | Héctor Chiles            | Juan Carlos Rosero       | José Robles               |
| 1994 | Albeiro Giraldo          | Heriberto Rodríguez      | César Goyeneche           |
| 1995 | Brian Walton             | Mariano Friedick         | Fred Rodriguez            |
| 1997 | Eduardo Uribe            | Márcio May               | Manuel Guevara            |
| 1998 | Jesús Zarate             | Cássio Freitas           | Israel Ochoa              |
| 1999 | Brian Walton             | Gordon Fraser            | Pedro Pablo Pérez Márquez |
| 2000 | Raúl Montaña             | Élder Herrera            | Michael Barry             |
| 2001 | Juan Diego Ramírez       | Hernán Bonilla           | Javier Zapata             |
| 2002 | Daniel Rincón            | Ismael Sarmiento         | Hector Rubén Chiles       |
| 2004 | Manuel Guevara           | Jorge Humberto Martínez  | Miguel Ubeto              |
| 2005 | John Fredy Parra         | Charles Dionne           | Damier Martínez           |
| 2006 | José Serpa               | Breno Sidoti             | Alex Diniz                |
| 2007 | Martin Gilbert           | Manuel Medina            | Carlos Hernández          |
| 2008 | Richard Mascarañas       | Luis Macías              | Otávio Bulgarelli         |
| 2009 | Gregorio Ladino          | Juan Pablo Villegas      | Cayetano Sarmiento        |
| 2010 | Carlos Oyarzún           | Arnold Alcolea           | Raúl Grangel              |
| 2011 | Gregory Panizo           | Gonzalo Garrido          | Luis Felipe Laverde       |
| 2012 | Maximiliano Richeze      | Mauro Abel Richeze       | Héctor Aguilar            |
| 2013 | Jonathan Paredes         | Ignacio Sarabia          | Segundo Navarrete         |
| 2014 | Byron Guamá              | Joey Rosskopf            | Juan Pablo Suárez         |
| 2015 | Byron Guamá              | Josué González           | Juan Pablo Magallanes     |
| 2016 | Jonathan Caicedo         | Brayan Ramírez           | Jonathan Monsalve         |
| 2017 | Nelson Soto              | José Alfredo Aguirre     | Sebastián Molano          |
| 2018 | Sebastián Molano         | Maximiliano Richeze      | Christopher Mansilla      |
| 2019 | Jefferson Alveiro Cepeda | Julio Alexis Camacho     | Segundo Navarrete         |
| 2021 | Nelson Soto              | Cristian David Pita      | Leonidas Sebastián Novoa  |
| 2022 | Emiliano Contreras       | Leonidas Sebastián Novoa | Sixto Nuñez               |
| 2023 | Pier-André Coté          | Nicolás Tivani Pérez     | Charles-Étienne Chrétien  |
| 2024 | Leangel Rubén Linarez    | Red Walters              | Wilmar Paredes            |
| 2025 | Álvaro Hodeg             | Sebastián Brenes         | Jason Huertas             |

### Contrarellotge
| Any  | Campió              | 2n                  | 3r                  |
| 1995 | Clay Moseley        | Jesús Zarate        | Servando Figueredo  |
| 1997 | Dubán Ramírez       | Javier Zapata       | Iddis Tavarez       |
| 1998 | Rubén Pegorín       | Dubán Ramírez       | Marcio May          |
| 1999 | Eric Wohlberg       | Levi Leipheimer     | Marcio May          |
| 2000 | Víctor Hugo Peña    | Marcio May          | Eduardo Graciano    |
| 2001 | Jairo Hernández     | Javier Zapata       | Svein Tuft          |
| 2002 | José Medina         | Jonny Daniel Leal   | Carlos Ibañez       |
| 2004 | José Chacón         | José Rujano         | Domingo González    |
| 2005 | Edgardo Simón       | Pedro Nicácio       | Guillermo Brunetta  |
| 2006 | Pedro Nicácio       | Magno Nazaret       | Eric Wohlberg       |
| 2007 | Libardo Niño        | Zachary Bell        | Tomás Gil           |
| 2008 | Svein Tuft          | Matías Médici       | Luis Tavares Amorim |
| 2009 | Juan Carlos López   | Gregory Brenes      | Matías Médici       |
| 2010 | Iván Casas          | Carlos Oyarzún      | Freddy Montaña      |
| 2011 | Leandro Messineo    | Iván Casas          | Tomás Gil           |
| 2012 | Matías Médici       | Magno Nazaret       | Eduardo Sepúlveda   |
| 2013 | Carlos Oyarzún      | Ignacio Sarabia     | Matías Médici       |
| 2014 | Pedro Herrera       | Joey Rosskopf       | Carlos Oyarzún      |
| 2015 | Carlos Oyarzún      | Manuel Rodas        | Alejandro Durán     |
| 2016 | Walter Vargas       | Laureano Rosas      | Cristián Serrano    |
| 2017 | José Luis Rodríguez | Rodrigo Contreras   | Manuel Rodas        |
| 2018 | Walter Vargas       | Rubén Ramos         | Manuel Rodas        |
| 2019 | Brandon Rivera      | José Luis Rodríguez | Ignacio de Jesús    |
| 2021 | Walter Vargas       | José Luis Rodríguez | Franklin Archibold  |
| 2022 | Rodrigo Contreras   | Walter Vargas       | Orluis Aular        |
| 2023 | Walter Vargas       | Miguel Ángel López  | Kaden Hopkins       |
| 2024 | Walter Vargas       | Franklin Archibold  | Orluis Aular        |
| 2025 | Walter Vargas       | Rodrigo Contreras   | Diego Mendes        |

### Ruta sub-23
| Any  | Campió                      | 2n                          | 3r                         |
| 1997 | Marlon Pérez                | Pedro Pablo Pérez           | Hernán Darío Bonilla       |
| 2000 | Mauricio Ardila             | Yosvani Falcon              | Luis Felipe Laverde        |
| 2001 | Luis Felipe Laverde         | José Rujano                 | Franklin Raúl Chacón       |
| 2002 | Alexis Castro               | Carlos López                | Erick Castaño              |
| 2004 | Jackson Rodríguez           | Miguel Ernesto Chacón       | Juan Murillo               |
| 2005 | Maximiliano Richeze         | Jorge Soto                  | Jorge Martín Montenegro    |
| 2006 | Alex Diniz                  | Tiago Fiorilli              | Artur García               |
| 2007 | Ralph Monsalve              | Jackson Rodríguez           | Rodolfo Ávila              |
| 2008 | Gideoni Monteiro            | Gustavo Borcard             | Ramiro Cabrera             |
| 2009 | Juan Pablo Villegas         | Cayetano Sarmiento          | Alfredo Cruz               |
| 2010 | Benjamin King               | Jonathan Monsalve           | Ramiro Cabrera             |
| 2011 | Gideoni Monteiro            | Josué Moyano                | Cristóbal Olavarría        |
| 2012 | Cristóbal Olavarría         | Carlos Quishpe              | Fabrizio Von Nacher        |
| 2013 | Richard Carapaz             | Isaac Bolívar               | Félix Barón                |
| 2014 | Fernando Gaviria            | Brayan Ramírez              | Hernando Bohórquez         |
| 2015 | Jhonatan Restrepo           | José Luis Rodríguez Aguilar | Lucas Gaday                |
| 2016 | José Luis Rodríguez Aguilar | Jonathan Narváez            | Jhon Anderson Rodríguez    |
| 2017 | Matías Muñoz                | Germán Nicolás Tivani       | José Alfredo Santoyo       |
| 2018 | Federico Vivas              | Francisco Lara              | Junior Marte               |
| 2019 | Santiago Montenegro         | Julian David Molano         | Jefferson Alexander Cepeda |
| 2021 | Heberth Alejandro Gutiérrez | Jesús Roniel Marte          | Ricardo Peña               |
| 2022 | Nicolás David Gomez         | Bredio Ruiz                 | Vicente Rojas              |
| 2023 | Vicente Rojas               | Juan Pablo Sossa            | William Colorado           |
| 2024 | Otávio Gonzeli              | Jaider Muñoz                | José Ramón Muñiz           |
| 2025 | Jonathan Guatibonza         | Cristian Vélez              | Ciro Pérez                 |

### Contrarellotge sub-23
| Any  | Campió                      | 2n                      | 3r                          |
| 1997 | Iván Parra                  | Guillermo Brunetta      | Marlon Pérez                |
| 2000 | Luis Amarán                 | Christian Valenzuela    | José Serpa                  |
| 2001 | Rafael Silva                | José Serpa              | José Rujano                 |
| 2002 | Mauricio Ortega             | Erick Castaño           | Juan Carlos Montenegro      |
| 2004 | Rafael Infantino            | Jimm Santos             | Marco Antonio Ortega        |
| 2005 | Weimar Roldán               | Jorge Soto              | Fabricio Ferrari            |
| 2006 | Magno Nazaret               | Bradley Fairall         | Federico Pagani             |
| 2007 | Víctor Moreno               | Sergio Ortega           | Weimar Roldán               |
| 2008 | Jaime Suaza                 | Román Mastrángelo       | Jorge Soto                  |
| 2009 | Gregory Brenes              | Juan Pablo Villegas     | David Veilleux              |
| 2010 | Benjamin King               | Ramiro Cabrera          | Ramón Carretero             |
| 2011 | Ramón Carretero             | Daniel Jaramillo        | Jacob Rathe                 |
| 2012 | Eduardo Sepúlveda           | Nathan Brown            | Lawson Craddock             |
| 2013 | José Luis Rodríguez Aguilar | Facundo Lezica          | Isaac Bolívar               |
| 2014 | Rodrigo Contreras           | Ignacio Prado           | Carlos Ramírez              |
| 2015 | Ignacio Prado               | Sebastián Trillini      | José Luis Rodríguez Aguilar |
| 2016 | José Luis Rodríguez Aguilar | Carlos Ramírez          | Jhon Anderson Rodríguez     |
| 2017 | José Rodríguez              | Ian Garrison            | Germán Nicolás Tivani       |
| 2018 | Diego Ferreyra              | Mauricio Graziani       | Luis López                  |
| 2019 | Diego Ferreyra              | Alex Benjamin Quinteros | Luis López                  |
| 2021 | Hector Exequiel Quintana    | Joao Pedro Rossi        | Anderson Arboleda           |
| 2022 | Juan Manuel Barboza         | Johan Fernando Porras   | Adrián Etcheverry           |
| 2023 | Héctor Quintana             | Donovan Ramírez         | José Juan Prieto            |
| 2024 | Héctor Quintana             | Nicholas Narraway       | Mateo Kalejman              |
| 2025 | Mateo Kalejman              | Juan Diego Quintero     | Freddy Avila                |

## Palmarès femení

### Ruta
| Any  | Campió                 | 2n                           | 3r                          |
| 1988 | Adriana Muriel         | Martha López                 | Idalis Espinosa             |
| 1990 | Lucilla Rodríguez      | Adriana Muriel               | Aidy López                  |
| 1991 | Jeannie Golay          | Odalis Tomps                 | Janice Bolland              |
| 1995 | Jeannie Golay          | Clara Hughes                 | Yacel Ojeda                 |
| 1997 | Yuliet Rodríguez       | Belem Guerrero               | Yoanka González             |
| 1998 | Karen Livingston-Bliss | Elizabeth Emery              | Claudia Carceroni Saintagne |
| 1999 | Karen Dunne            | Yoanka González              | Janildes Fernandes          |
| 2000 | Erin Carter            | Sandy Espeseth               | Yoanka González             |
| 2001 | Luz Delgadillo         | Belem Guerrero               | Martha López                |
| 2002 | Belem Guerrero         | Flor Marina Delgadillo       | Janildes Fernandes          |
| 2004 | Yoanka González        | Yeilien Fernández            | Danielys García             |
| 2005 | Tina Mayolo-Pic        | Yeilien Fernández            | Yumari González             |
| 2006 | Yumari González        | Kori Kelley-Seehafer         | Clemilda Fernandes          |
| 2007 | Tina Pic               | Yumari González              | Gina Grain                  |
| 2008 | Yumari González        | Karelia Machado              | Belem Guerrero              |
| 2009 | Joëlle Numainville     | Paola Muñoz                  | Verónica Leal Balderas      |
| 2010 | Shelley Olds-Evans     | Joëlle Numainville           | Dalila Rodríguez            |
| 2011 | Clara Hughes           | Evelyn García                | Theresa Cliff-Ryan          |
| 2012 | Yumari González        | Leah Kirchmann               | Janildes Fernandes          |
| 2013 | Arlenis Sierra         | Marlies Mejías               | Angie González              |
| 2014 | Arlenis Sierra         | Megan Guarnier               | Laura Lozano                |
| 2015 | Marlies Mejías         | Coryn Rivera                 | Yumari González             |
| 2016 | Iraida García          | Arlenis Sierra               | Flavia Oliveira             |
| 2017 | Paola Muñoz            | Wellynda Do Santos           | Skylar Schneider            |
| 2018 | Arlenis Sierra         | Iraida García                | Marlies Mejías              |
| 2019 | Ariadna Gutiérrez      | Denisse Ahumada              | Teniel Campbell             |
| 2021 | Paola Muñoz            | Teniel Campbell              | Lizbeth Salazar             |
| 2022 | Arlenis Sierra         | Catalina Soto                | Fabiana Granizal            |
| 2023 | Skylar Schneider       | Alison Jackson               | Catalina Soto               |
| 2024 | Lauren Stephens        | Wellyda Dos Santos Rodrigues | Catalina Soto               |
| 2025 | Juliana Londoño        | Skylar Schneider             | Teniel Campbell             |

### Contrarellotge
| Any  | Campió                | 2n                     | 3r                       |
| 1997 | Maureen Kaila Vergara | Daniela Pérez          | Yuliet Rodríguez         |
| 1998 | Elizabeth Emery       | Marisa Vandevelde      | Lorena Corman            |
| 1999 | Elizabeth Emery       | Lyne Bessette          | Mari Holden              |
| 2000 | Sandy Espeseth        | Madelín Jorge          | Yuliet Rodríguez         |
| 2001 | María Luisa Calle     | Flor Marina Delgadillo | Yuliet Rodríguez         |
| 2002 | Sonia López           | Ana Paola Madriñán     | Flor Marina Delgadillo   |
| 2004 | Ana Paola Madriñán    | Marie Rosado           | Yoanka González          |
| 2005 | Kristin Armstrong     | Christine Thorburn     | Ana Paola Madriñán       |
| 2006 | Amber Neben           | Erinne Willock         | Kori Kelley-Seehafer     |
| 2007 | Alison Powers         | Giuseppina Grassi      | Dotsie Bausch            |
| 2008 | Ana Paola Madriñán    | Giuseppina Grassi      | Kori Kelley-Seehafer     |
| 2009 | Giuseppina Grassi     | Tara Whitten           | Valeria Müller           |
| 2010 | Ana Paola Madriñán    | Amber Neben            | Shelley Olds-Evans       |
| 2011 | Clara Hughes          | Evelyn Stevens         | Amber Neben              |
| 2012 | Amber Neben           | Rhae Christie-Shaw     | Clemilda Fernandes       |
| 2013 | Ingrid Drexel         | Carmen Small           | Sérika Gulumá            |
| 2014 | Evelyn Stevens        | Sérika Gulumá          | Megan Guarnier           |
| 2015 | Carmen Small-McNellis | Tara Whitten           | Clemilda Fernandes Silva |
| 2016 | Sérika Gulumá         | Cristina Sanabria      | Íngrid Drexel            |
| 2017 | Chloe Dygert          | Tayler Wiles           | Marlies Mejías           |
| 2018 | Amber Neben           | Lauren Stephens        | Cristina Sanabria        |
| 2019 | Leah Thomas           | Amber Neben            | Constanza Victoria       |
| 2021 | Marlies Mejías        | Aranza Villalón        | Miryam Núñez             |
| 2022 | Lilibeth Chacón       | Lina Hernández         | Antonella Leonardi       |
| 2023 | Amber Neben           | Aranza Villalón        | Alison Jackson           |
| 2024 | Amber Neben           | Lauren Stephens        | Aranza Villalón          |
| 2025 | Ruth Edwards          | Emily Ehrlich          | Teniel Campbell          |